# コガネキュウセン
コガネキュウセン (学名：Halichoeres chrysus) は、スズキ目ベラ科ホンベラ属の海水魚。

## 特徴
体側は鮮やかな黄色で、雌や幼魚(IP)は背鰭に眼状斑を有するが、成魚の雄には見られず、頬に黄緑色の線が入る。ヤマブキベラの雌やフタホシキツネベラにも似るが、体側に細い横帯や暗色の縦線はない。全長12cmほどになる。

## 分布と生息地
西太平洋および東インド洋の熱帯および亜熱帯域に広く分布する。分布域の西はインド洋のクリスマス島やココス諸島に及ぶ。日本国内では千葉県館山湾、静岡県富戸、和歌山県、高知県、愛媛県、屋久島、琉球列島に分布し、千葉県館山湾などでは死滅回遊魚として見られ、水深10 - 25m前後の場所に生息する。潮だまりでは見られず、サンゴ礁の外側の斜面、砂礫底に生息する。

## 生態
小さな群れを作り生活する。主に底生生物を捕食し、甲殻類、軟体動物、蠕虫、棘皮動物など小型無脊椎動物を好む。雌性先熟の雌雄同体である。

## ヒトとのかかわり
鮮やかな黄色の体が美しいため観賞魚として飼育されることがある。主にフィリピンやインドネシアから輸入される。飼育しやすいが底に細かいサンゴ砂を敷いて寝床をつくる必要がある。

## 近縁種とシノニム
レモンメレンゲラス Halichoeres leucoxanthus Randall & Smith, 1982 (Lemon meringue wrasse)
コガネキュウセンに似た種で、体は上半分が黄色であり、腹方半分が白っぽい。西インド洋～インドネシアにまで生息するインド洋産の種である。日本にも観賞魚として輸入されることがある。生態はおおむねコガネキュウセンと同様である。なお、この種とコガネキュウセン、ほかいくつかの種は Biochoeres 属とされることもある。